# Luis Gabelo Conejo
Luis Gabelo Conejo Jiménez (San Ramón, 1 de janeiro de 1960) é um ex-futebolista costarriquenho, considerado um dos melhores jogadores da história do país, e um dos melhores goleiros da sua geração.

## Carreira
Nascido em San Ramón, uma pequena cidade próxima a Alajuela, Conejo iniciou a sua carreira de jogador no modesto Ramonense, em 1980, estreando oficialmente em novembro de 1981. Em oito temporadas com a camisa dos Poetas, não conquistou nenhum título, porém suas atuações o credenciaram como um dos melhores goleiros da Costa Rica, além de ter feito gols (foram 5 no total), chamando a atenção do Cartaginés, que o contratou em 1989. Porém, a passagem do goleiro pelos Brumosos foi rápida (uma temporada), mas suficiente para Conejo receber uma proposta para jogar no clube espanhol Albacete, onde alcançou relativo sucesso - foi um dos destaques do elenco campeão da segunda divisão espanhola de 1990–91, o único título profissional da carreira.
Após 81 jogos pelo Queijo Mecânico (intercalados entre as temporadas de 1990–92 e 1993–94), o goleiro ficou um ano sem defender nenhuma equipe. Voltou à Costa Rica em 1996, desta vez para defender a baliza do Herediano, um dos principais times de seu país, onde também ficou pouco tempo. Em 1997, regressou ao Ramonense, onde pendurou as chuteiras aos 37 anos.
Depois de sua aposentadoria, virou treinador de goleiros, chegando a fazer parte da comissão técnica de seu país na Copa de 2014.

## Carreira na Seleção
Conejo, que jogava pela Seleção Costarriquenha desde 1987, foi um dos 22 convocados por Bora Milutinović para a Copa de 1990, e foi o escolhido para defender o gol dos Ticos em sua primeira participação no torneio.
Na primeira fase, "fechou o gol" contra Escócia e Brasil, e se lesionou na partida contra a Suécia, sendo substituído por Hermidio Barrantes contra a Tchecoslováquia. Mas o substituto não mostrou a mesma segurança que Conejo, e os costarriquenhos foram eliminados da Copa. Foi escolhido como um dos melhores goleiros da Copa, ao lado do argentino Sergio Goycochea.
O último torneio disputado pelo goleiro foi a Copa Ouro da CONCACAF de 1991, quando a Costa Rica ficou na quarta posição.
No final da década de 90, a revista France Football elegeu Conejo um dos 100 melhores jogadores da história das Copas do Mundo.

## Títulos
Albacete
- Segunda Divisão Espanhola: 1 (1990–91)